# Eenhoorn (fabeldier)

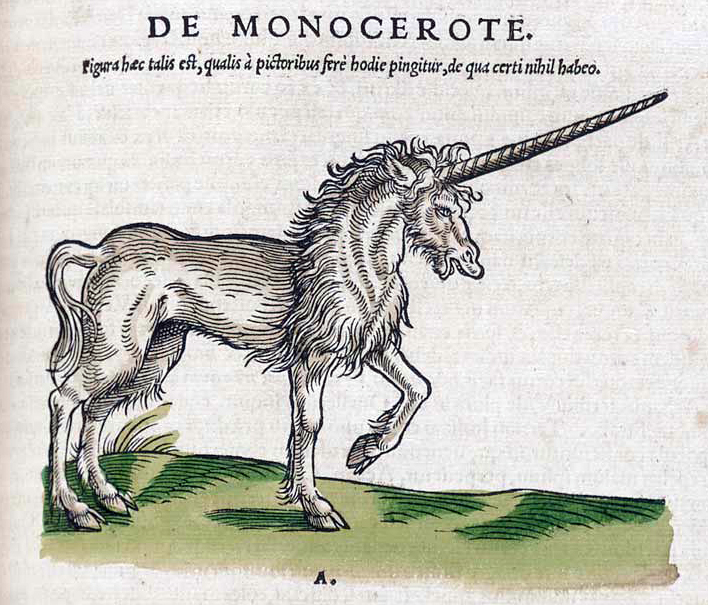
Houtsnede van de eenhoorn in Historiae animalium (1551)

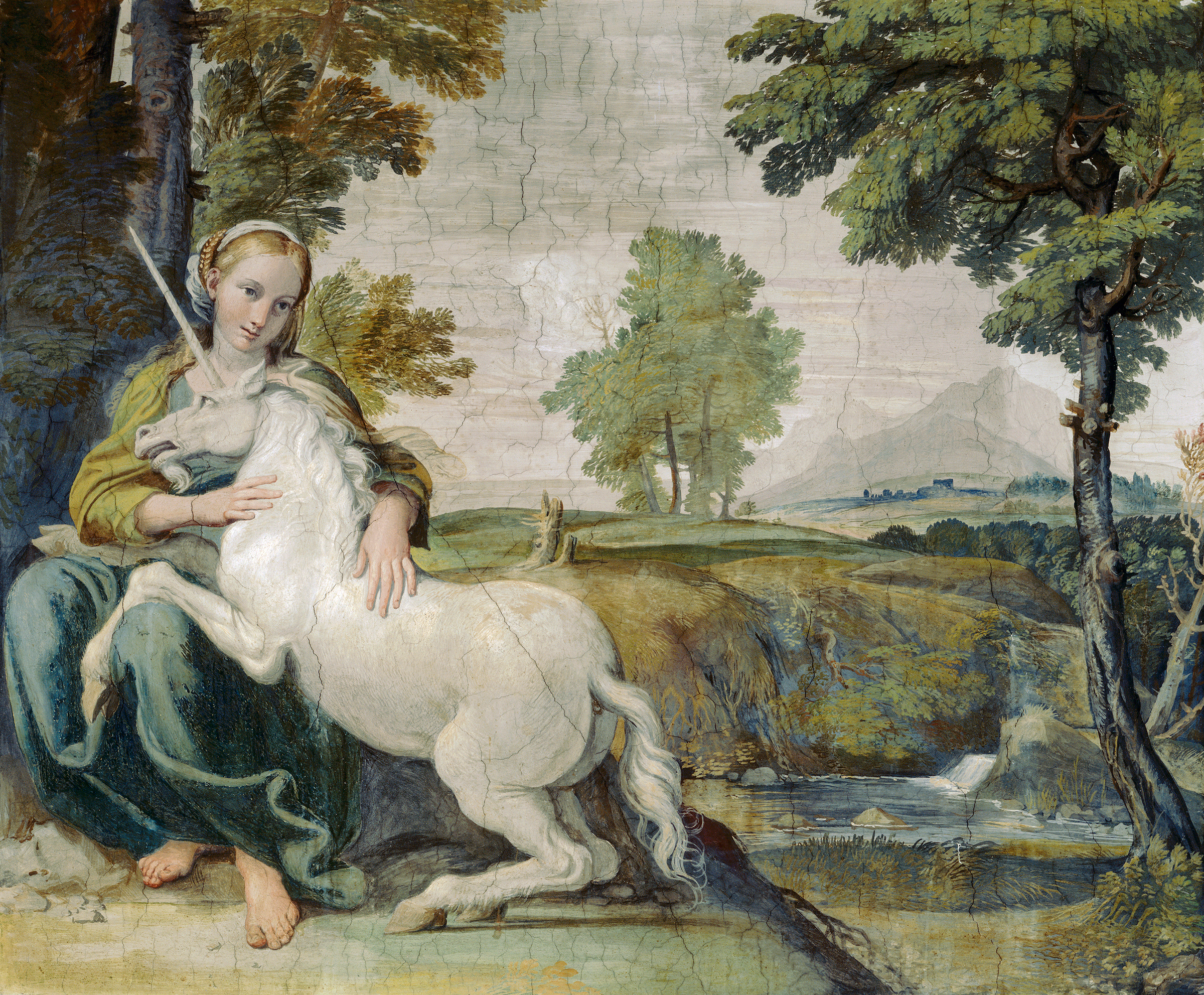
Domenico Zampieri, Maagd en eenhoorn (rond 1602)

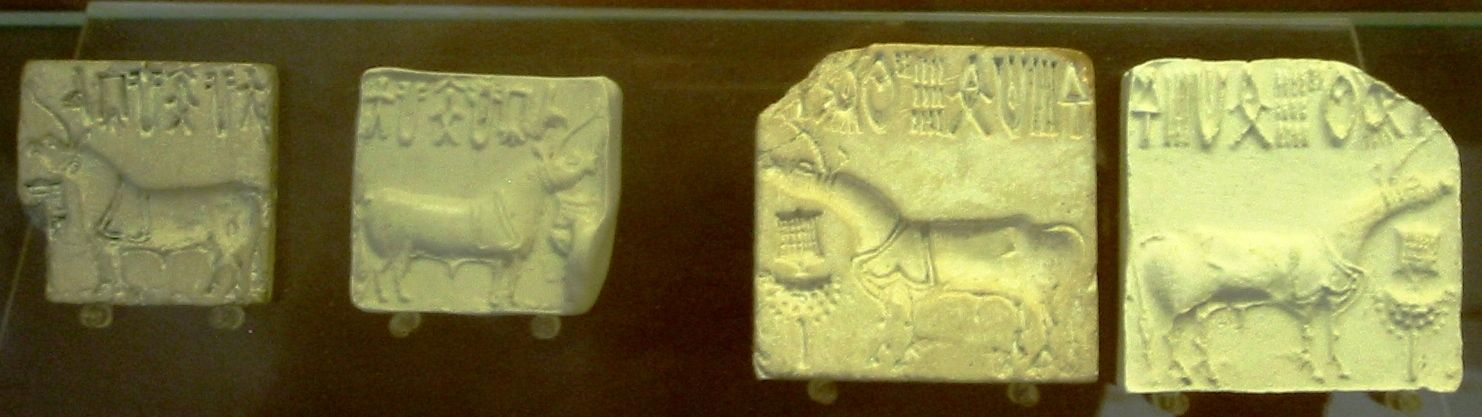
Zegels uit de Indusbeschaving met eenhoorns (Brits Museum)

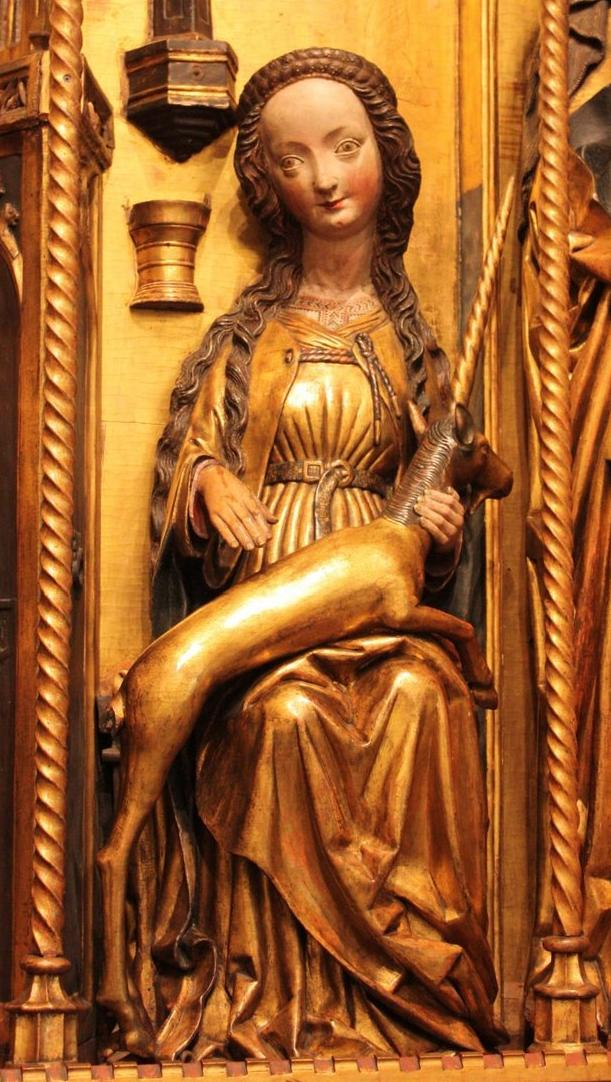
De maagd Maria met een eenhoorn (ong. 1480), Nationaal Museum, Warschau

Een eenhoorn is een mythisch dier dat sinds de Oudheid wordt beschreven als een beest met een lange, puntige hoorn midden op zijn voorhoofd. De hoorn is kaarsrecht en heeft een spiraalvormige groef.
De eenhoorn stond afgebeeld op antieke zegels uit de Indusbeschaving en werd genoemd door auteurs uit de Griekse oudheid, zoals Ctesias, Strabo, Plinius de Jongere en Claudius Aelianus. De Bijbel beschrijft ook een dier, de re'em (waarschijnlijk een wilde stier of oeros), wat in sommige vertalingen ten onrechte werd weergegeven als 'eenhoorn'.
In de Europese volkscultuur werd de eenhoorn vaak afgebeeld als een wit paard- of geitachtig dier met een lange hoorn en gekloofde hoeven (soms met een geitensik). In de Middeleeuwen en Renaissance werd het gewoonlijk gekarakteriseerd als een zeer wild dier uit de bossen, dat symbool stond voor zuiverheid en genade, dat alleen kon worden gevangen door een maagd. De hoorn zou vergiftigd water kunnen zuiveren en ziekten kunnen genezen. In deze eeuwen werd de tand van een narwal, die een spiraalvormige groef heeft, soms verkocht als hoorn van een eenhoorn.

## Geschiedenis
De oud-Indische mythe over de kluizenaar Gazellenhoorn verhaalt over Rsyasrnga (of Ekasrnga, letterlijk 'één hoorn'). Deze Rsyasrnga is de zoon van een godin in de gedaante van een gazelle, en heeft daarom een hoorn op zijn hoofd. Hij werd door een aantrekkelijke courtisane naar het paleis gebracht, om een einde te maken aan een periode van droogte.
In 398 v.Chr. werd de eenhoorn vrij gedetailleerd beschreven door de Griekse arts en historicus Ctesias, die aan het hof van de Perzische koning erover hoorde in verhalen van reizigers uit Indië. De Indiase wilde ezels, zo vertelde Ctesias in Indika, waren zo groot als paarden en soms groter. Hun lichamen waren wit, hun hoofden paars, hun ogen blauw. Op hun voorhoofd hadden ze een scherpe hoorn, die wit was aan de basis, rood aan de bovenkant, en zwart in het midden. In Indië en China was er vóór die tijd al sprake van de eenhoorn. Ook de Romein Plinius de Oudere beschrijft het dier (Naturalis historia, VIII, 31). Bij hem is de monocerotem een woest dier dat niet levend te vangen is. Het heeft het lijf van een paard, de poten van een olifant, de staart van een everzwijn en de kop van een hert, met midden op het voorhoofd een drie voet lange, zwarte hoorn.

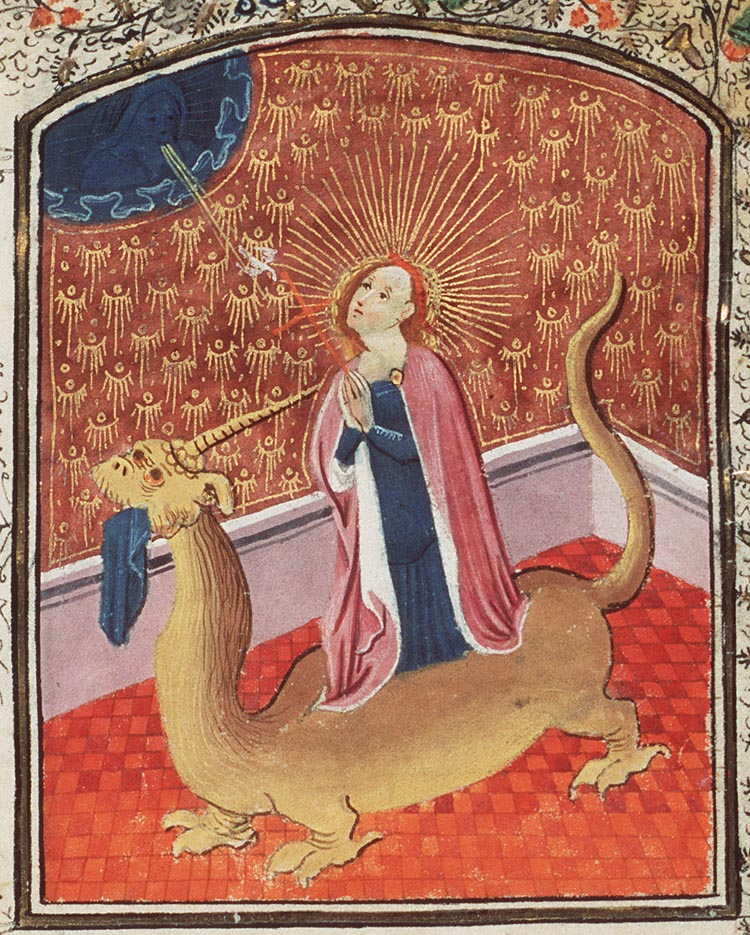
Margaretha van Antiochië en de eenhoorn

In de Physiologus, een boek over dieren en mythologische wezens, in de 2e eeuw in Alexandrië geschreven, wordt de eenhoorn in symbolische en vooral christelijke zin uitgelegd. Het dier kan worden gevangen door een zuivere maagd - wat zinnebeeld was van de komst van de Messias dankzij de maagd Maria. Zij kan hem vervolgens 'naar het paleis van de koning brengen', wat een overblijfsel lijkt van de Rsyasrnga-mythe. De kluizenaar met één hoorn is in de tussentijd getransformeerd tot een eenhoornig dier; de courtisane tot een maagd; en de hoorn verwees eerder naar de godin in de vorm van een gazelle, en nu verwijst de eenhoorn naar de Messias en zijn maagdelijke moeder.
In de 7e eeuw vereenzelvigt Isidorus van Sevilla de eenhoorn met de neushoorn (Etymologiae, XII, 2). Hij beschrijft ook hoe de maagd te werk moet gaan om de eenhoorn te vangen: ze moet haar borsten ontbloten, waarna de eenhoorn rustig op haar af zal komen en zachtjes zijn hoofd op haar boezem neervlijen. Omgekeerd gebruikt Marco Polo rond 1300 de naam eenhoorn om de neushoorn te beschrijven. Hij geeft aan dat het dier geenszins lijkt op de eenhoorn zoals men die in Europa voorstelde.

### Bijbel
De eenhoorn wordt op negen plaatsen in de Bijbel genoemd. Het is een vertaling van het latijnse woord unicornis in de Vulgaat of het Griekse monokeros in de Septuagint. Beide zijn een (misschien opzettelijke) onjuiste vertaling van het woord re'em (waarschijnlijk een wilde stier of woudos) in de Hebreeuwse bronteksten. Misschien was de eenhoorn, met genezende eigenschappen en als zinnebeeldige voorstelling van de menswording van Christus dankzij de maagd Maria, in de ogen van de vertalers een betere keus dan een wilde woudos.
Het woord 'eenhoorn', een doorwerking van de vertaalfout, is in Nederlandse Bijbelvertalingen met name terug te vinden in oudere vertalingen als de psalter van Sint-Petersburg, de Bijbel van 1360, de Delftse Bijbel van 1477 en de Statenvertaling van 1637.
Enkele voorbeelden van Bijbelpassages zijn:
- Deuteronomium 33:17: “zijn hoornen zijn hoornen des eenhoorns; met dezelve zal hij de volken te zamen stoten tot aan de einden des lands.” (Statenvertaling)
- Numeri 23:22: “starcheit is ghelijc den eenhoren.” (Delftse Bijbel)
- Job 39:9-10 of 39:12-13: “Wie heeft de eenhoorn zijn vrijheid gegeven, wie heeft hem van zijn banden bevrijd? Ik laat hem wonen in de wildernis, de zoutvlakte is zijn domein.”
- Psalm 29:6: “Hij doet ze huppelen als een kalf: den Libanon en Sirjon als een jongen eenhoorn.” (Statenvertaling)

Tot in de negentiende eeuw werd er sterk geloof gehecht aan het bestaan van de eenhoorn, omdat het dier immers (door de onjuiste vertaling) in de Bijbel werd vermeld, en wat in de Bijbel stond wel waar moest zijn.
In nieuwere vertalingen is het Hebreeuwse woord re'em vertaald met oeros, woudos, wilde stier of buffel.

### Christelijke iconografie

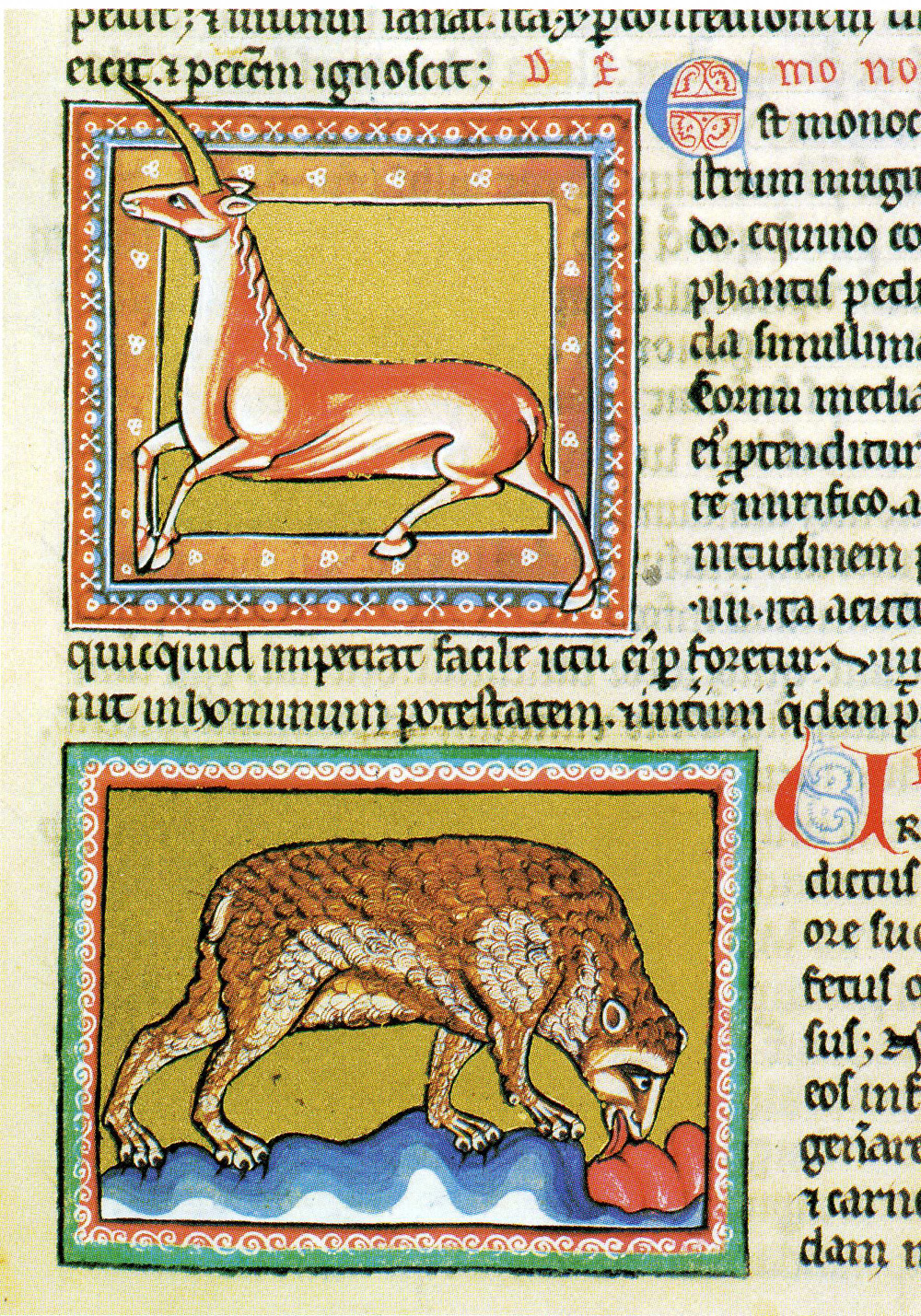
Christelijke iconografie

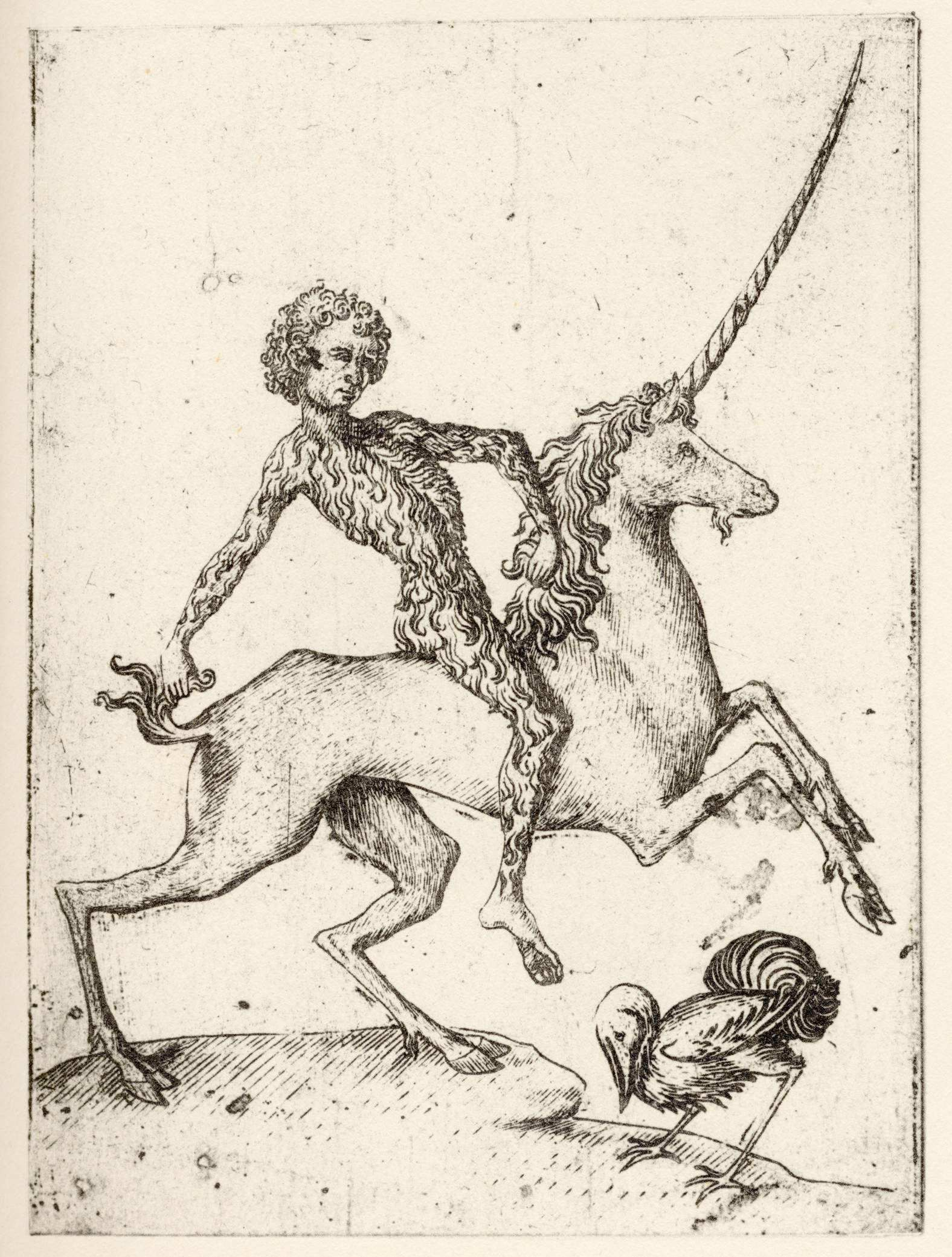
Speelkaart, kopergravure, ca. 1465

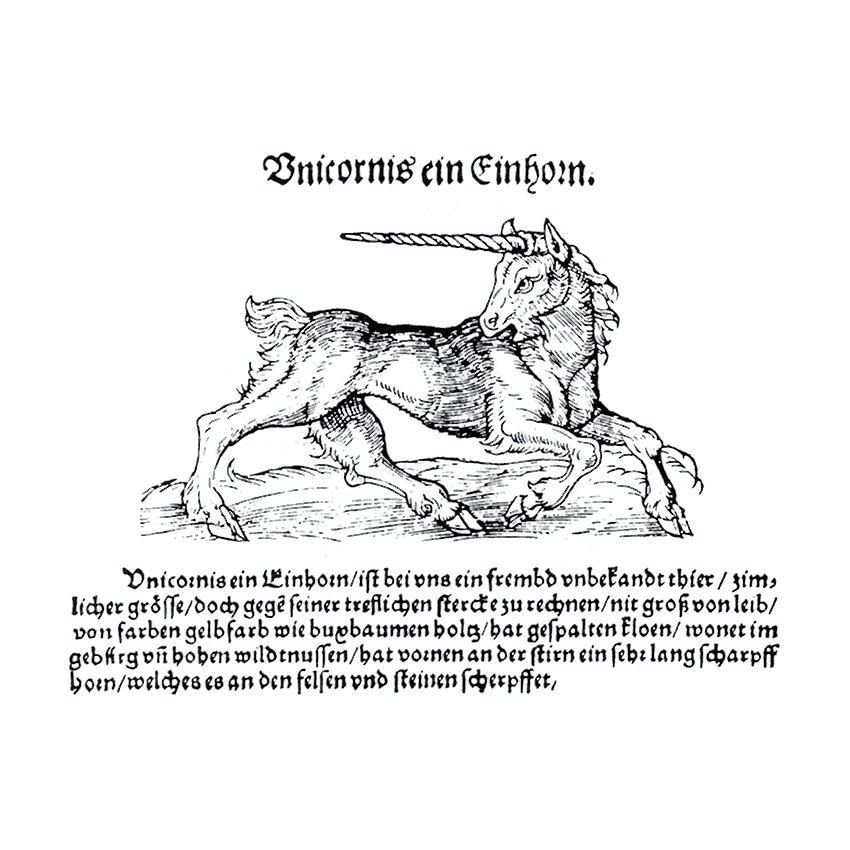
Eenhoorn, 1545

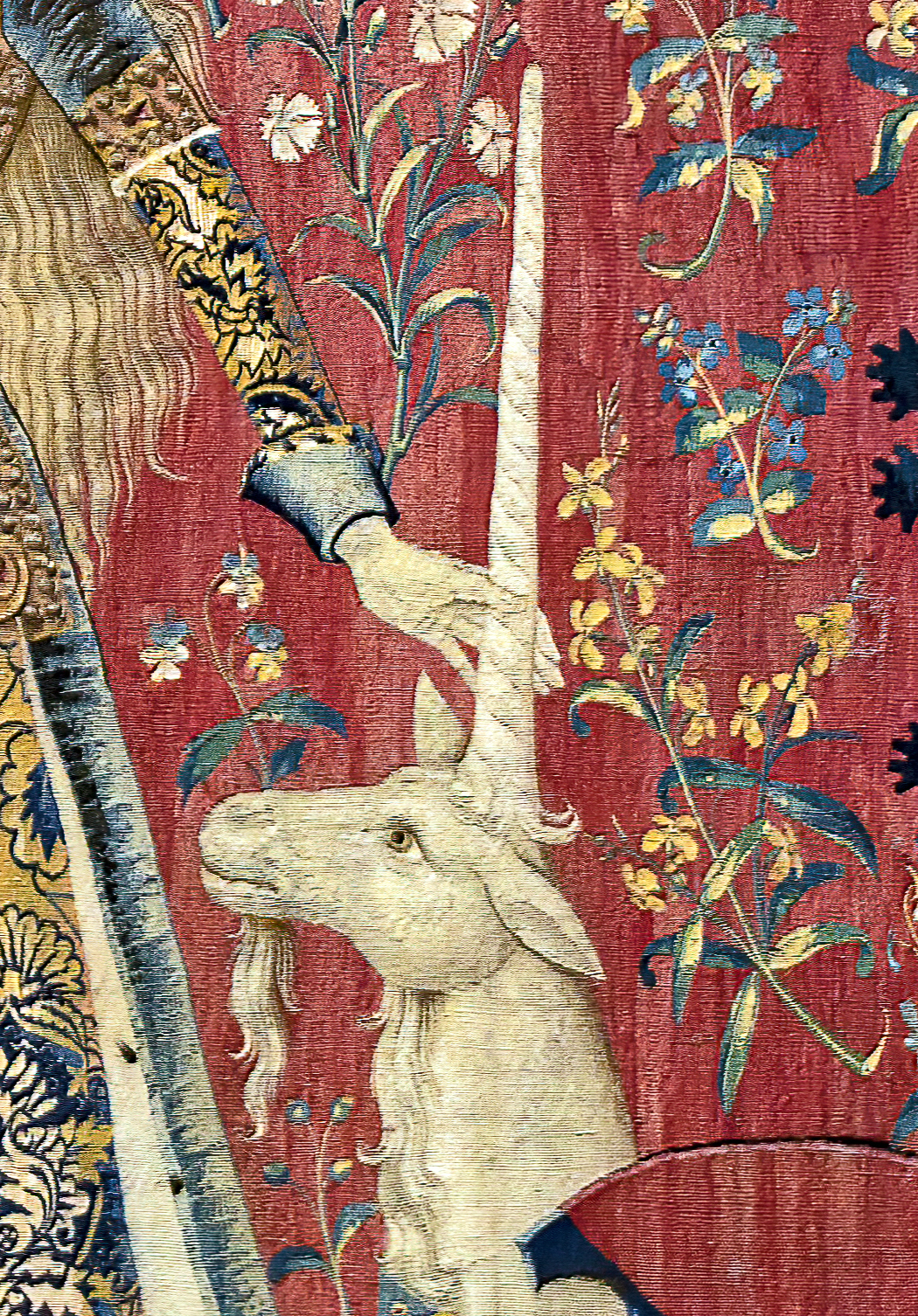
De dame en de eenhoorn, ong. 1484-1500

In de Middeleeuwen werd de eenhoorn bestempeld als een sterk en woest beest en toch ook geassocieerd met kuisheid en maagdelijkheid, het dier kon immers alleen in bedwang gehouden worden door een maagd. Een tekst uit de 15e eeuw luidt: “Een eenhoorn is zo sterk, dat geen jager hem vermag te vangen. Maar een maagd wordt geplaatst daar waar hij verwacht wordt, zij opent haar schoot en de eenhoorn legt zijn kop daarin. Hij verliest nu zijn woeste aard, valt in slaap en wordt verrast als een weerloos dier en gedood door de werpschichten der jagers".
In de christelijke iconografie komen taferelen voor waarin de eenhoorn, opgejaagd door de engel Gabriël, zijn hoofd en zijn hoorn gedwee in de schoot van de Maagd Maria legt, een afbeelding van de Annunciatie, de aankondiging van de menswording van God de Zoon aan Maria. De eenhoorn wordt zelfs het symbool van Jezus zelf zoals onder meer blijkt uit de analyse van het middeleeuwse Geraardsbergense handschrift van een Mariagebed, de 'Bedinghe van onser vrouwen'. Ook Jacob van Maerlant identificeert Jezus met de eenhoorn en legt dat expliciet uit.
In het museum ‘The Cloisters” - onderdeel van het Metropolitan Museum of Art, New York - vindt men een ietwat mysterieuze zaal behangen met een reeks middeleeuwse tapijten die taferelen uit de legende van de eenhoorn voorstellen. Bij “La dame à la licorne” in het Musée de Cluny in Parijs, een andere reeks van middeleeuwse tapijten, uitingen van Vlaams kunstambacht, kan je eveneens het geheim van de eenhoorn trachten te doorgronden.
De eenhoorn die zijn hoorn in de schoot van een maagd legt, de hoorn die het beeld van een fallus oproept, voor een erotische en seksuele connotatie is niet veel meer nodig. Zie bijvoorbeeld de jongeman op de speelkaart rechts, waar lichaamshouding en het doorlopen van beharing van ruiter en paard naar de hoorn duidelijk dienen om de gedachte aan een erectie op te roepen.

### Medicinale kracht van de hoorn
Ctesias wist al te melden dat het stof dat van de hoorn werd geschraapt een middel vormde tegen vergiftigingen en dat degenen die uit de hoorn dronken, beschermd werden tegen krampen en vergiftigingen.
Het poeder van de fijngemalen hoorn zou ook als afrodisiacum werkzaam zijn en dus de geslachtsdrift prikkelen.
Hildegard van Bingen schrijft: "De dooier van een ei, vermengd met enig poeder van een eenhoornlever, vormt een zalf, die aan leprozen verlichting brengt, tenzij de dood hen als zijn slachtoffer heeft uitverkoren of het Gods wil is, dat zij niet zullen genezen."
Lennertus, die in 1630 professor in de medicijnen was te Wittenberg, spreekt van de invloed van de poreuze hoorn bij de genezing van epilepsie. In de 17e en de 18e eeuw kwam alicorn, een geneeskrachtig poeder dat van zulke hoorns werd gemaakt, nog voor op de geneesmiddelenlijst die door de English Royal Society of Physicians werd uitgegeven.
Het mysterie wordt grotendeels ontluisterd door de vaststelling dat niet altijd de hoorn van het fabeldier bedoeld wordt, maar de slagtand van de narwal, een dolfijnachtige die zijn enige lange slagtand gebruikt als gevoelig tastorgaan.
In de kerk van Munsterbilzen (gemeente Bilzen) wordt een dergelijke tand uit de 12e eeuw, afkomstig uit het adellijke stift van Munsterbilzen, bewaard. De eenhoorn was vooral van nut bij het opsporen van water. Op een ets van "de vader der Franse etsers", Jean Duvet, die het dier als zijn symbool verkoos, is te zien hoe de eenhoorn met zijn hoorn in de aarde wroet om een verborgen waterbron aan het daglicht te brengen.

### Heraldiek

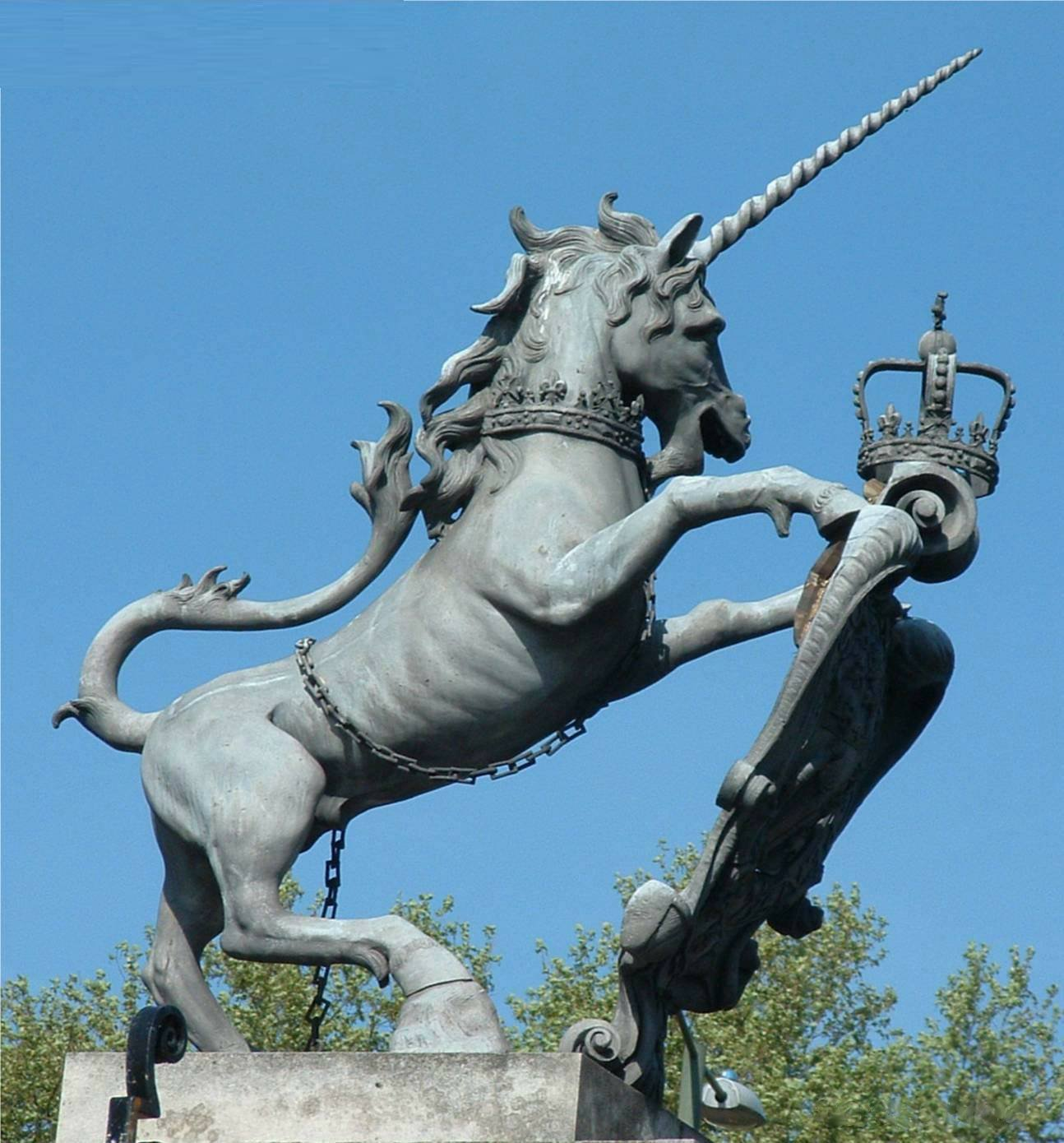
Heraldische eenhoorn boven de toegangspoort van Hampton Court Palace.

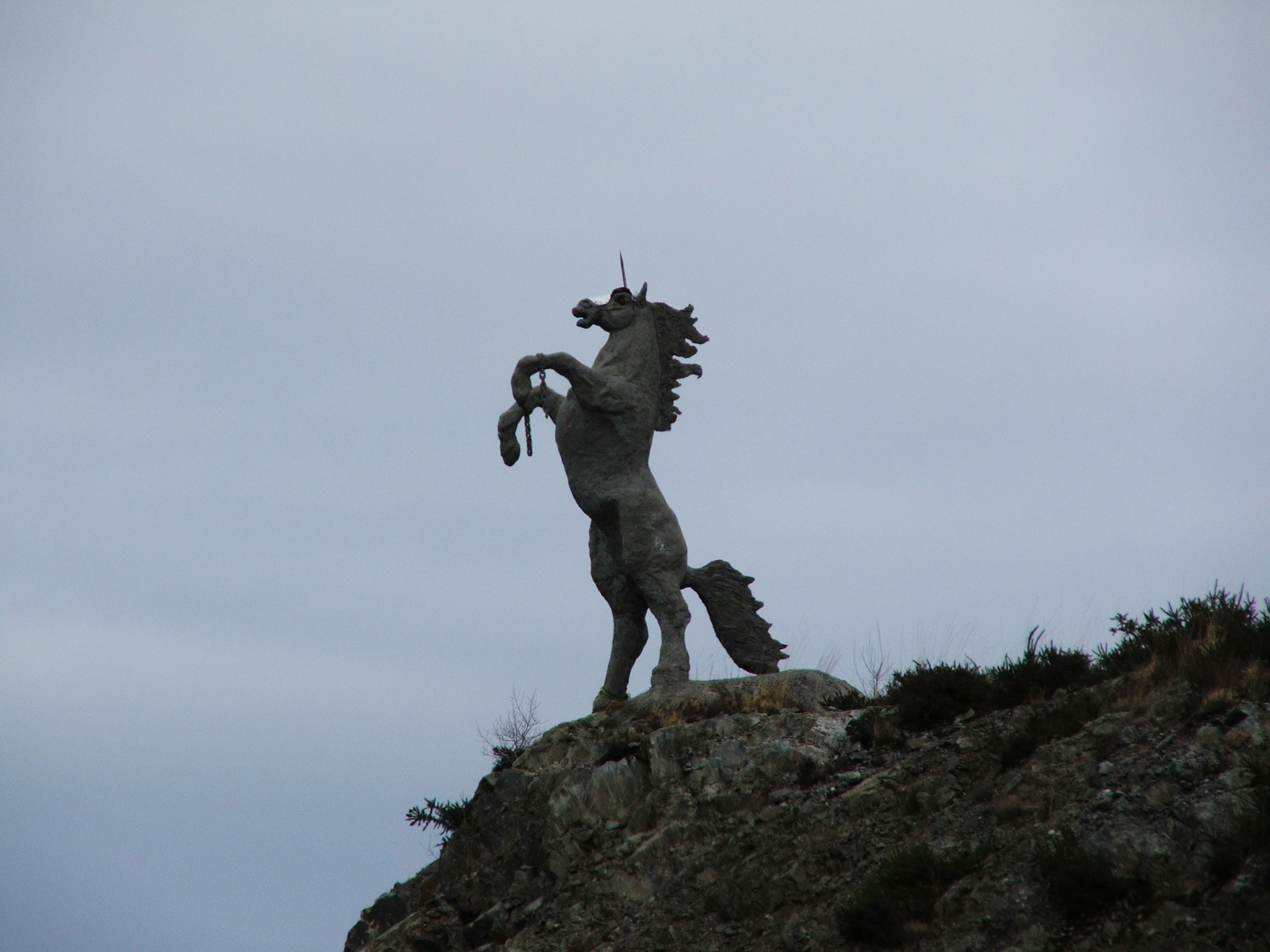
Eenhoorn in Ierland.

Wapen van Menaldumadeel, de eenhoorn wordt vaak gebruikt in de heraldiek.

In de heraldiek staat de eenhoorn voor strijdlust en dapperheid. Hij komt voor op familiewapens, wapens van steden en gemeenten (onder ander Perg in Noord-Oostenrijk, Menaldumadeel in Friesland, Kruibeke in Vlaanderen) als schildhouder (samen met een leeuw in het wapen van het Verenigd Koninkrijk, waarbij de eenhoorn Schotland voorstelt en de leeuw Engeland), als zittende schilddrager in het wapen van Hoorn in Noord-Holland.
De leeuw en de eenhoorn zijn verbonden door het verhaal dat de leeuw de enige vijand van de eenhoorn is in de dierenwereld. Door een list zou de leeuw hem ooit overmeesterd hebben: de leeuw ging voor een boom staan en sprong plots weg toen de eenhoorn hem aanviel; zo spietste de eenhoorn zichzelf met zijn hoorn vast in de boom.
In 1787 bleek Joan Geelvinck een hartschild met eenhoorn toegevoegd te hebben aan zijn familiewapen. De symboliek is intrigerend, de herkomst onduidelijk.
Een aantal vrouwenabdijen, o.a. de Abdij van Herkenrode in Hasselt, dragen de eenhoorn in hun wapenschild. Daar verwijst de eenhoorn naar de symboliek uit de christelijke iconografie, de kuisheid en maagdelijkheid.

### Poëzie
Dichters kwamen door het dier in vervoering, zoals de Amerikaanse Anne Morrow Lindbergh:
His horn is free,
Rising above chain, fence, and tree,
Free hymn of love; His horn
Bursts from his tranquil brow
Like a comet born;
Cleaves like a galley's prow
Into seas untorn;
Springs like a lily, white
From the Earth below;
Spirals, a bird in flight
To a longed-for height;
Or a fountain bright,
Spurting to light
Of early morn --
O luminous horn!
Zijn hoorn steekt vrij uit,
boven kluisters, omheining en gewas,
een uitbundige liefdeshymne.
Zijn hoorn ontspruit uit het onverstoorde voorhoofd
als het ontstaan van een komeet,
als een boot die het rustige water doorklieft
als een lelie, wit, ontsprongen uit de grond
als de spiraalvormige vlucht van vogels
verlangend naar de hoogte,
als een schitterende fontein
uitspattend in het vroege morgenlicht. –
O hoorn, van licht vervuld!
(vertaling W. Leenders)
Over het tapijt uit de reeks La dame à la licorne in het Musée de Cluny in Parijs waarop een vrouw de eenhoorn een spiegel voorhoudt schreef Rainer Maria Rilke in een sonnet:
… Sie nährten es mit keinem Korn
nur immer mit der Möglichkeit, es sei.
Und die gab solche Stärke an das Tier,
daß es aus sich ein Stirnhorn trieb. Ein Horn.
Zu einer Jungfrau kam es weiß herbei –
und war im Silber-Spiegel und in ihr.
… Geen graankorrel gaven zij het te eten
maar bleven het voor mogelijk houden dat het bestond.
En dat gaf het dier zo’n kracht
dat het uit zijn voorhoofd een hoorn deed groeien. Eén hoorn.
Wit liep het naar een maagd toe –
en was in de zilveren spiegel en in haar.
(vertaling W. Leenders)

### Hedendaagse literatuur
Ook vandaag nog speelt de eenhoorn een magische rol in de literatuur. In Harry Potter and the Philosopher’s stone komt een eenhoorn voor. Hij wordt weergegeven als het nobelste dier dat er bestaat, een krachtig magisch dier wiens zilveren bloed Voldemort drinkt om in leven te blijven.
In de film Heavenly Creatures van regisseur Peter Jackson (1994) komen in twee scènes ook eenhoorns voor, die zich bevinden in de fantasiewereld van de twee hoofdpersonen.

## Uitgestorven
Sommige wetenschappers beweren dat eenhoorns wel degelijk bestaan hebben. Zij steunen hiervoor voornamelijk op paleontologisch onderzoek en menen dat het om de Elasmotherium gaat, die duizenden jaren naast de mens geleefd zou hebben. Men heeft fossiele resten van een Siberische eenhoorn opgegraven in Kazachstan. Het is echter wel zo dat het echte dier en de sprookjesfiguur niet volledig overeenkomen. Zo zou de echte eenhoorn een bruine huid hebben gehad en meer op een neushoorn dan een paard lijken. De voornaamste gelijkenis blijft echter wel het uitsteeksel op de snuit.